# Albert Bertelsen
Albert Bertelsen (ur. 17 listopada 1921 w Vejle, zm. 11 grudnia 2019) – duński artysta zajmujący się malarstwem, grafiką warsztatową, plakatem i ilustracją książkową.

## Twórczość
Bertelsen był artystą samoukiem. Od dzieciństwa interesował się rysunkiem i malarstwem, początkowo amatorsko, później za namową żony – profesjonalnie.
W pierwszym okresie swojej twórczości – od debiutu w 1954 do połowy lat 70. – przedstawiał świat widziany oczami dziecka, co było odniesieniem do jego własnych wspomnień z okresu dzieciństwa. Jego pejzaże z tego okresu przedstawiały rodzinne Vejle i okoliczne wioski, portrety – sąsiadów i osoby, z którymi miał styczność w dzieciństwie. Stosował paletę zredukowaną do odcieni szarości, brązów i nasyconej zieleni z akcentami ochry, fioletu, żółci i błękitu.
Tematyka jego prac zmieniła się po podróży w 1973 do Norwegii i na Wyspy Owcze. Zachwycony tamtejszymi krajobrazami skupił się na uchwyceniu majestatu natury i relacji z nią.
W połowie lat 80. zarzucił wieloplanowe przestrzenne pejzaże i zredukował temat do pierwszego planu. Motywem stała się np. kora drzew, struktura klifu, zardzewiały zamek, czy łuszcząca się ściana – powiększone, przybliżone, często w kontekście humorystycznym.
Bertelsen uprawiał malarstwo sztalugowe (olej, akryl, akwarela), rysunek (węgiel, pastel), grafikę warsztatową (litografia), a także plakat i ilustrację książkową. Był stypendystą Statens Kunstfond (1969, 1990–2000), i Henry Heerup Legat.
Jego twórczość, będąca przetworzeniem i uproszczeniem otaczającej go rzeczywistości, wciąż jednak należy zaliczać do malarstwa naturalistycznego, gdzie punktem wyjścia jest człowiek, natura i przedmioty codziennego użytku. Prace Bertelsena są eksponowane głównie w Muzeum w Vejle, ale także w wielu innych duńskich i norweskich muzeach i galeriach. Artysta jest także autorem ilustracji do kilkunastu książek wydanych w Danii.

## Wybrane wystawy indywidualne[2]
- Trefoldigheden, Kopenhaga (1957)
- Aalborg Kunstgalleri (1967, 1969)
- Henning Larsen, Kopenhaga (1970, 1973)
- Fyns Kunstmuseum, Odense (1972)
- Vejle Kunstmuseum (1981, 1991)
- Jens Nielsen og Olivia Holm-Møller Museet, Holstebro (1987)
- Galerie Moderne, Silkeborg (1978)
- Galleri Unika Art, Strib (1983)
- Galleri Meende, Vejle (1984)
- Musikhuset, Aarhus (1986)
- Galerie Asbæk, Kopenhaga (1991)
- Galleri Sct. Gertrud, Kopenhaga (2008)
- Galleri Solvognen, Odense (wystawa coroczna 1995–2008)
- Vejle Kunstmuseum (wystawa stała)